# USS St. Lo (CVE-63)
Авіаносець «Сент-Ло» (англ. USS St. Lo (CVE-63)) — ескортний авіаносець США часів Другої світової війни, типу «Касабланка».

## Історія створення

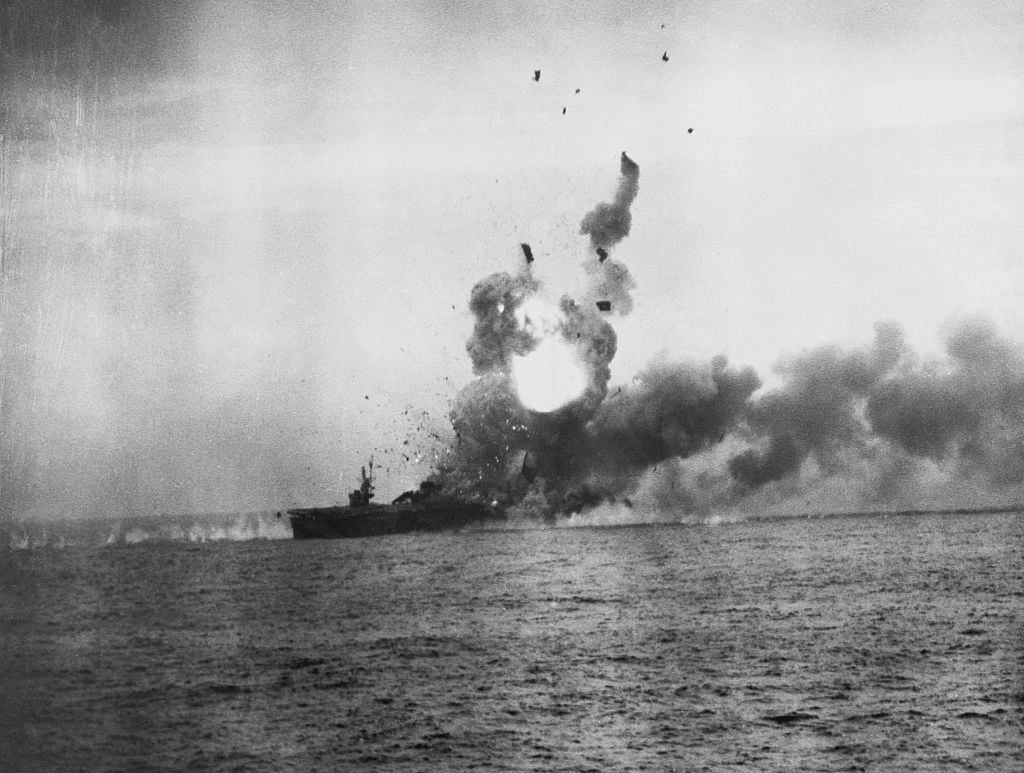
Палаючий авіаносець «Сент-Ло»

Авіаносець «Сент-Ло» був закладений 23 січня 1943 року на верфі Kaiser Shipyards у Ванкувері під ім'ям «Chapin Вау», але 3 квітня 1943 року був перейменований на «Midway». Спущений на воду 17 серпня 1943 року, вступив у стрій 3 січня 1944 року.
10 жовтня 1944 року був перейменований на «Сент-Ло», на честь міста Сен-Ло в Нормандії, де під час висадки союзників точились запеклі бої, а ім'я «Midway» отримав інший, важкий авіаносець, що якраз будувався в цей час.

## Історія служби
Після вступу в стрій авіаносець брав участь в ударах по Кавієнгу (березень 1944 року), десантних операціях в районі Холландіа (о. Нова Гвінея, квітень 1944 року), на Маріанські острови (червень-липень 1944 року), о. Моротай (вересень 1944 року), о. Лейте (19-25.10.1944 року).
25 жовтня 1944 року під час битви біля острова Самар (частина битви в затоці Лейте) в авіаносець «Сент-Ло» влучив камікадзе, внаслідок чого відбувся ряд вибухів на ангарній палубі авіаносця. Через 35 хвилин корабель затонув. Втрати екіпажу склали близько 100 чоловік загиблими та 400 пораненими.